# عنکبوت‌های دونده
عنکبوت‌های دونده (Philodromidae) نام خانواده‌ای از عنکبوتها است.
این خانواده ۲۹ سرده و ۵۲۲ گونه را دربر می‌گیرد.

## نگارخانه

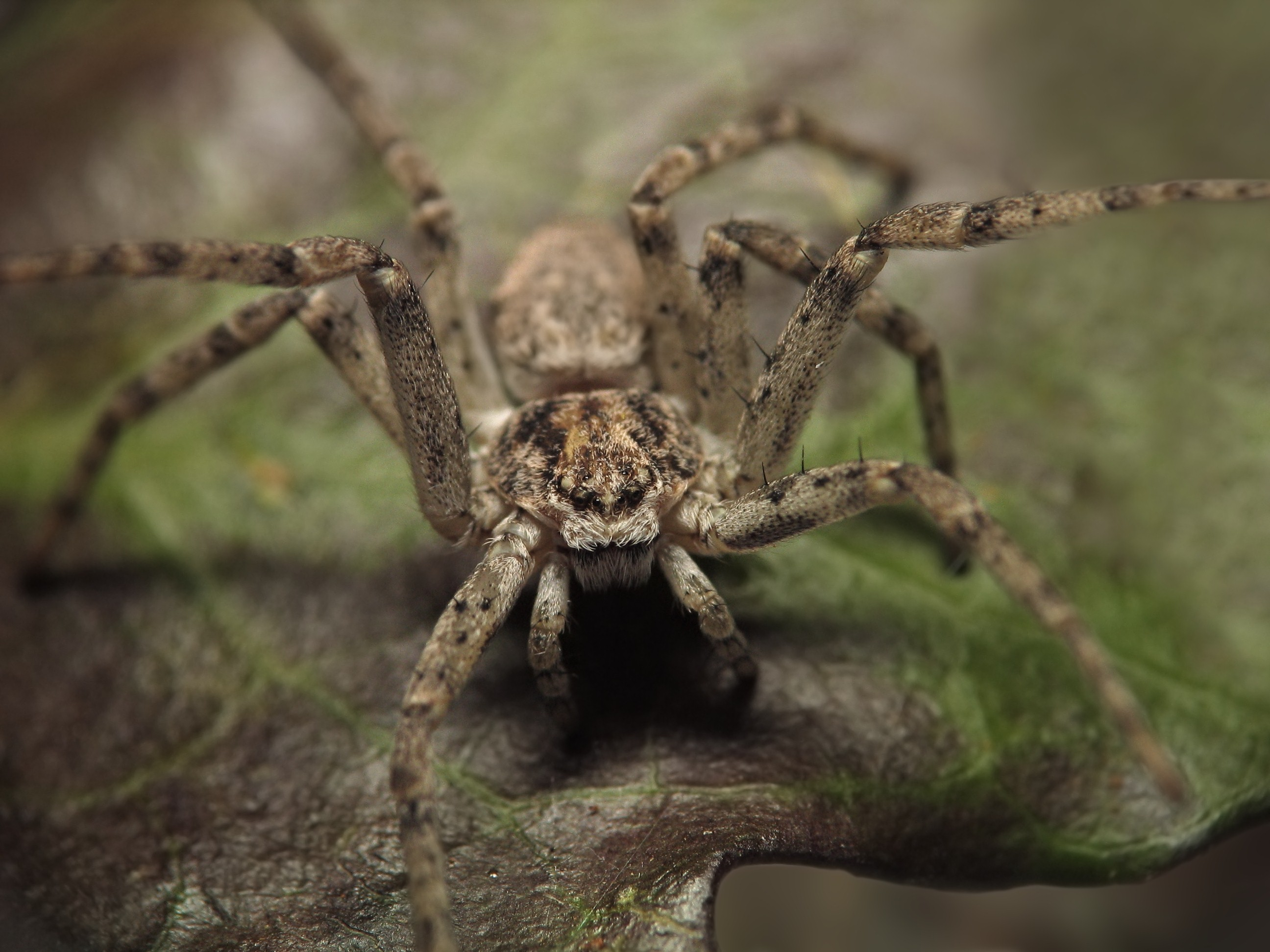